# Heinerscheid
Heinerscheid (luxembourgsk: Hengescht) er en kommune og et byområde i Luxembourg. Kommunen, som har et areal på 33,99 km², ligger i kantonen Clervaux i distriktet Diekirch. I 2005 havde kommunen 1.056 indbyggere.